# Carex brassii
Espèce
Classification phylogénétique
Carex brassii est une espèce de plantes du genre Carex et de la famille des Cyperaceae.